# 20세기 소년
《20세기 소년》(일본어: 20世紀少年)은 우라사와 나오키에 의한 일본 만화이다.

## 개요
1999년과 2006년 사이에 주간 빅코믹 스피릿에 연재되었다. 완결편인 〈본격 과학 모험 만화 20세기 소년〉은 전 22권, 〈21세기 소년〉은 상·하권 2권이 출간되었다.
만화의 제목은 마크 볼란이 만든 밴드인 티렉스의 노래 〈20th Century Boy〉에서 따온 것으로, 주인공의 모델은 가수 엔도 켄지이다. 단행본 19권 초회 한정판에서는 그의 노래의 CD를 특전으로 넣었다.
제48회 쇼가쿠칸 만화상 청년 일반 부문을 비롯해, 제25회 고단샤 만화상 일반 부문, 제6회 문화청 미디어 예술제 우수상, 제37회 일본 만화가 협회상 대상, 제39회 성운상(세이운상) 만화 부문, 프랑스 재팬 엑스포 어워드 그랑프리 수상, 해외에서도 2003년 유럽 최대의 만화상의 앙굴렘 국제만화페스티벌의 최우수 장편상을 수상한다. 그 외에도 다수의 상을 수상하였다. 2010년 12월 누계 발행 부수는 2800만부를 기록하였다.
2008년부터 2009년까지 이 두 작품을 원작으로 한 일본 영화 '본격 과학 모험 영화' 《20세기 소년》이 3부작으로 개봉되었다.

## 줄거리
엔도 켄지와 그의 친구들, 그리고 엔도 켄지의 조카 엔도 칸나를 중심으로 1960년대부터 2015년사이의 이야기가 병렬적으로 전개된다. 1990년대의 어느날, 켄지는 친구라는 수수께끼의 존재가 전지구적인 음모를 꾸미고 있다는 것을 알게 되고 그 음모가 자신이 어릴적 친구들과 나눈 장난스러운 대화와 유사하다는 것을 깨닫는다. 그런친구를 막기 위해 켄지는 옛 친구들인 마루오, 요시츠네, 오초, 유키지등을 불러 모운다. 하지만 친구의 조직은 너무 거대해 그들에게 오히려 테러리스트 켄지 일파라는 누명을 씌운다.

## 등장인물

#### 켄지와 친구들
- 엔도 켄지
- 엔도 칸나
- 오치아이 쵸치
- 세토구치 유키지
- 요시츠네
- 마루오
- 시몬 마사아키
- 케로용
- 콘노 유이치
- 키도 사부로

#### 켄지의 협력자
- 신령님
- 고이즈미 쿄코
- 쵸노 쇼헤이
- 하루 나미오
- 나타니 신부
- 루치아노 신부
- 엔도 치요
- 챠이퐁
- 왕효봉
- 안보와 마보
- 평상복 차림의 남자
- 중국집 사장
- 머라이어
- 브리트니
- 우지키
- 기네코
- 가츠오
- 사나에
- 스페이드 이치

#### 친구와 동료들
- 친구
- 핫토리
- 만죠메 인슈
- 사다 키요시
- 야마네
- 엔도 키리코
- 타무라 마사오
- 가츠마타
- 시키시마 교수
- 시키시마 레나
- 간토군 총통
- 미츠키 야스타카
- 야마자키
- 사마귀 경찰

#### 그 외
- 피투성이의 남자
- 모로보시
- 에리카
- 피에르 이치모지
- 세키구치 게이스케
- 이케가미 마사토
- 켄지의 동급생
- 마약 공장의 공장장
- 이가라시 쵸스케
- 가쿠다
- 데미안 요시다
- 나카하타
- 고등학교 교장
- 대니
- 팝 부부
- 페린 신부
- 백신 도둑
- 빌리

## 영화
일본에서 츠츠미 유키히코 감독이 메가폰을 잡아 실사 영화가 제작되어, 도호 배급으로 2008년부터 3부작으로 개봉되었다. 제1장 〈종말의 시작〉은 2008년 8월 30일, 제2장 〈마지막 희망〉은 2009년 1월 6일, 제3장 〈우리들의 깃발〉은 2009년 8월 29일 각 공개되었다. 일본의 NTV 개국 55주년 기념 작품으로 제작되어 제작사는 NTV를 필두로 16개 회사에서 맡았다. 대한민국에서는 메가박스 배급으로 개봉되었다.
- 원작 : 우라사와 나오키
- 감독 : 츠츠미 유키히코
- 각본 : 나가사키 타카시 후쿠다 야스시 (제1장), 우라사와 나오키 (제1장, 제3장), 와* 타나베 유스케 (제1장, 제2장)
- 각본 감수 : 우라사와 나오키 (제2장)
- 각본 협력 : 와타나베 유스케 (제3장)
- 음악 감독 : 시라이 요시아키
- 음악 : 시라이 료헤이, 하세베 토오루, Audio Highs, 우라사와 나오키
- 제작 : 코스기 요시노부 (제1장, 제2장), 미야자키 히로시 (제3장)
- 프로듀서 : 오쿠다 세이지
- 기획 : 나가사키 타카시
- 프로듀서 : 이누마 노부유키, 아마기 모리오, 우치야마 류지
- 촬영 : 카라사와 사토루
- 미술 : 소마 나오키
- 조명 : 기무라 아키오
- 녹음 : 토키타 미츠오
- 편집 : 이토 노부유키
- 조감독 : 시라이시 타츠야
- 제작 담당 : 요시자키 슈이치
- 라인 프로듀서 : 이노우에 키요시
- 캐스팅 : 세 사 신지 (오가와신지)
- 영상 제작 : 도호 영상 미술
- 제작위원회 : NTV, 쇼가쿠칸, 도호, Bob, 요미우리 TV 방송, 덴츠, 요미우리 신문, 씨네 바자, 사무실 크레센도, 디라이츠, 삿포로 TV 방송, 미야기 TV 방송, 시즈오카 다이이치 TV 방송, 츄교 TV 방송, 히로시마 TV 방송, 후쿠오카 TV 방송
- 제작사 : 씨네 바자, 사무실 크레센도
- 배급 : 도호

### 음악
- 제1장, 제2장 주제가 : T.Rex - 〈20th Century Boy〉
- 제3장 주제가 : The Million Dollar Band - 〈Bob Lennon〉